# 2018년 1월 죽음
다음은 2018년 1월에 사망한 저명한 인물 목록이다.
- 1월 2일 - 모르몬경의 제16대 회장 토머스 S. 몬슨
- 1월 4일 - 일본의 전 야구감독 호시노 센이치
- 1월 5일
  - 대한민국의 역사학자 전해종
  - 미국의 우주비행사 존 영
- 1월 7일
  - 프랑스의 가수 프랑스 갈
  - 뉴질랜드의 정치인 짐 앤더튼
- 1월 8일
  - 트리니다드 토바고의 정치인 조지 맥스웰 리처즈
  - 온두라스의 축구선수 후안 카를로스 가르시아
  - 미국의 대학교수 조지 린드벡
- 1월 9일 - 노르웨이의 정치인 오바르 노를리
- 1월 11일 - 대한민국의 의사 박부남
- 1월 12일 - 프랑스의 기하학자 장루이 코쥘
- 1월 13일 - 대한민국의 방송 PD 전기상
- 1월 15일 - 아일랜드의 싱어송라이터 돌로레스 오리오던
- 1월 16일
  - 대한민국의 시인 이승훈
  - 대한민국의 국회의원 심융택
- 1월 17일 - 잉글랜드의 배우 사이먼 셸턴
- 1월 18일 - 미국의 연쇄 살인자 앤서니 앨런 쇼어
- 1월 19일 - 미국의 배우 도러시 멀론
- 1월 21일
  - 대한민국의 배우 전태수
  - 일본의 축구선수 호사카 쓰카사
- 1월 22일 - 미국의 작가 어슐러 K. 르귄
- 1월 23일 - 남아프리카 공화국의 트럼펫 연주자 휴 마세켈라
- 1월 26일 - 일본의 정치인 노나카 히로무
- 1월 27일 - 스웨덴의 기업인 잉바르 캄프라드
- 1월 30일 - 미국의 배우 마크 샐링
- 1월 31일 - 대한민국의 국악인 황병기